# Blefuscuiana
Blefuscuiana es un género de foraminífero planctónico de la subfamilia Praehedbergellinae, de la Familia Praehedbergellidae, de la superfamilia Rotaliporoidea, del suborden Globigerinina y del orden Globigerinida. Su especie tipo es Blefuscuiana kuznetsovae. Su rango cronoestratigráfico abarca desde el Barremiense superior hasta el Albiense inferior (Cretácico inferior).

## Descripción
Blefuscuiana incluía especies con conchas trocoespiraladas, de forma discoidal-globular; sus cámaras eran subglobulares, ovaladas o renifomes; sus suturas intercamerales eran rectas e incididas; su contorno era subpoligonal, y lobulado; su periferia era redondeada; su ombligo era estrecho; su abertura era interiomarginal, umbilical-extraumbilical a espiroumbilical, en forma de arco bajo, y protegida por un pórtico; las últimas cámaras conservaban aberturas y pórticos relictos visibles en el lado umbilical; presentaba pared calcítica hialina, microperforada, con la superficie lisa.

## Discusión
Algunos autores han considerado Blefuscuiana un sinónimo subjetivo posterior de Praehedbergella, aunque otros lo consideran un taxón distinto y válido distinguible por el mayor número de cámaras en la última vuelta de espira con respecto a Praehedbergella. Clasificaciones posteriores han incluido Blefuscuiana en la superfamilia Globigerinoidea. Otras clasificaciones lo han incluido en la subfamilia Brittonellinae de la familia Hedbergellidae.

## Paleoecología
Blefuscuiana incluía especies con un modo de vida planctónico, de distribución latitudinal cosmopolita, preferentemente templada, y habitantes pelágicos de aguas superficiales e intermedias (medio epipelágico a mesopelágico superior).

## Clasificación
Se han descrito numerosas especies de Blefuscuiana. Entre las especies más interesantes o más conocidas destacan:
- Blefuscuiana aptiana †
- Blefuscuiana convexa †
- Blefuscuiana excelsa †
- Blefuscuiana hispaniae †
- Blefuscuiana infracretacea †
- Blefuscuiana kuznetsovae †
- Blefuscuiana laculata †
- Blefuscuiana occulta †
- Blefuscuiana praetrocoidea †
- Blefuscuiana speetonensis †

Un listado completo de las especies descritas en el género Blefuscuiana puede verse en el siguiente anexo.